# 唯识三十论颂
《唯识三十论颂》，或稱《唯識三十頌》，大乘佛教典籍，由世亲撰写，玄奘翻译。

## 概述
世亲通习佛教大小二乘思想，著述丰富。其汉译唯识方面论典有：《十地经论》、《摄大乘论译》、《辨中边论》、《大乘成业论》、《百法明门论》、《大乘五蕴论》、《唯识二十论》、《唯识三十论》等。其中《唯识三十论》是世亲最后的作品，它总结整理了前期各种经论中的唯识思想，是代表着世亲在唯识学上的最高成就。但是他来不及为《唯识三十论》注释就辞世了。
有十大論師，通過為此論作釋論而確立了各自的學說。玄奘《成唯识论》以護法論師的解釋為主糅合了此十注释。

## 內容
唯识三十颂的结构可分为三部分：
- 唯识相，即前面二十四颂，是对宇宙万有之现象界的说明。
- 唯识性，即第二十五颂，是对一切事相之理性(本体)的说明。
- 唯识位，即末后五颂，是对修行证果之位别程序的说明。

## 外部連結
1. 三十表論（唯識三十論）
2. 圣严 唯识三十论